# ناتالي دي فوس
ناتالي دي فوس هي منافسة ألعاب القوى بلجيكية، ولدت في 9 ديسمبر 1982 في غنت في بلجيكا.

## وصلات خارجية
- ناتالي دي فوس على موقع الاتحاد الدولي لألعاب القوى (الإنجليزية)
- ناتالي دي فوس على موقع اللجنة الأولمبية الدولية (الإنجليزية)
- ناتالي دي فوس على موقع أوليمبيديا (الإنجليزية)